# Free Love (album)
Free Love è il nono album in studio del gruppo musicale italiano Negramaro, pubblicato il 22 novembre 2024 dalla Sugar Music.
Il disco comprende il singolo Ricominciamo tutto, brano presentato in gara alla 74ª edizione del Festival di Sanremo, oltre che alle collaborazioni del 2023 Diamanti, con Elisa e Jovanotti, e Fino al giorno nuovo con Fabri Fibra.

## Antefatti e descrizione
Successivamente alla pubblicazione dell'ottavo album in studio Contatto i Negramaro hanno intrapreso il tour promozionale Contatto Tour. Dopo un anno di pausa discografica, nel 2023 la band ha pubblicato le collaborazioni Diamanti, con Elisa e Jovanotti, e Fino al giorno nuovo con Fabri Fibra. I singoli hanno promosso la tournéè italiana NO20 Tour, che celebra i vent'anni di carriera del gruppo. I Negramaro partecipano alla 74ª edizione del Festival di Sanremo con il brano Ricominciamo tutto, annunciando la pubblicazione di un nuovo progetto discografico nel 2024. Il 21 ottobre 2024 viene annunciato il nono album del gruppo dal titolo Free Love.

Il progetto, scritto e prodotto da Giuliano Sangiorgi con il membro del gruppo Andrea Mariano, Davide Simonetta, Taketo Gohara e Sixpm, è stato registrato presso gli Hansa Tonstudio di Berlino. L'album l'inserimento delle precedenti collaborazioni con Elisa, Jovanotti e Fabri Fibra, oltre che di Niccolò Fabi, Aiello, Tiziano Ferro e Malika Ayane. In un'intervista rilasciata a  Sky TG24 Sangiorgi ha raccontato il processo di produzione dell'album e il suo significato:

## Copertina
La copertina dell'album presenta l’opera Narciso realizzata dall'artista e scultore italiano Jago. In un'intervista rilasciata a Rolling Stone Italia, Sangiorgi ha spiegato la scelta di collaborare con lo scultore:

## Accoglienza
| Recensione | Giudizio |
| ---------- | -------- |
| Newsic.it  | 7/10     |
| Rockol     | 7/10     |

Luca Trambusti di Rockol apprezza le collaborazioni presenti nell'album, definendo i brani non pubblicati come singoli «da scoprire nella loro varietà, si sente il graffio e la cifra stilistica della band salentina e la scrittura dei testi di Giuliano, ma anche gli interventi degli ospiti», apprezzando che «l’anima originaria della band emerge nei brani senza ospiti». Tra le nuove collaborazioni apprezza Io ti direi di sì con Malika Ayane, trovandola «intima, delicata, passionale», in cui i due artisti «si appoggiano semplicemente su un pianoforte. Un bel esercizio di stile vocale che coinvolge però anche la sfera emotiva».

### Riconoscimenti di fine anno
- 4º — Panorama[12]

## Tracce
Testi e musiche di Giuliano Sangiorgi e Davide Simonetta, eccetto dove indicato.
1. Free Love (con JJ Julius Son) – 3:53
2. Marziani – 3:11
3. Ricominciamo tutto – 3:55
4. Fino al giorno nuovo (con Fabri Fibra) – 3:04 (Fabrizio Tarducci, Giuliano Sangiorgi, Davide Simonetta)
5. Diamanti (con Elisa e Jovanotti) – 3:32 (Elisa Toffoli, Giuliano Sangiorgi, Lorenzo Cherubini, Andrea Ferrara, Andrea Mariano)
6. Congiunzione astrale (feat. Niccolò Fabi) – 5:07
7. Luna piena – 3:31
8. Berlino est – 4:27
9. Lente (con Aiello) – 3:19
10. Solo se sbagli (con Tiziano Ferro) – 3:54
11. Esci sole! – 4:07
12. Io direi di sì (con Malika Ayane) – 3:16

Tracce bonus nell'edizione streaming
1. Free Love (Acoustic Version) – 3:04
2. La canzone del sole (con Malika Ayane) – 4:46

## Classifiche
| Classifica (2024) | Posizione massima |
| ----------------- | ----------------- |
| Italia            | 8                 |